# Fusenich

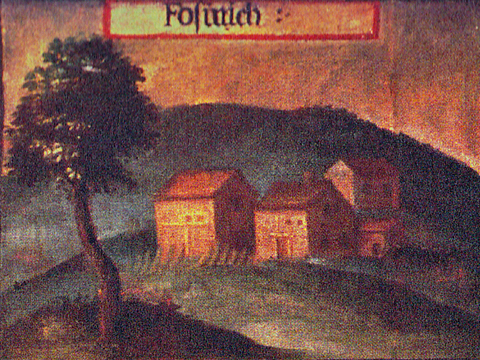
Abbildung von Fusenich auf dem Trierer Gerichtsbild von 1589

Fusenich ist ein Ortsteil und ein Ortsbezirk der Ortsgemeinde Trierweiler im Landkreis Trier-Saarburg in Rheinland-Pfalz mit etwa 270 Einwohnern.

## Lage
Fusenich liegt in der Südeifel nahe der Grenze zu Luxemburg, die hier der Sauer folgt. Die Ortschaft steht erhöht über dem Tal des Gelbachs, der über den Stegbach in die Sauer fließt, auf einer Höhe von etwa 289 Meter über NHN im Ortszentrum und steigt bis 375 Meter auf der Anhöhe Auf der First an.
Trierweiler liegt etwa 1 km im Norden, Trier 6 km im Osten und die Stadt Luxemburg 24 km im Südwesten, jeweils in Luftlinie.

## Geschichte
Im Jahre 1254 wird der Ort als „Vosene“ erstmals urkundlich erwähnt. Es gibt aber Hinweise darauf, dass die Ortslage und ihre Umgebung schon viel früher besiedelt war.
Nach der Inbesitznahme des Linken Rheinufers durch französische Revolutionstruppen war der Ort von 1798 bis 1814 Teil der Französischen Republik (bis 1804) und anschließend des Französischen Kaiserreichs. Nach der Niederlage Napoleons kam Fusenich 1815 aufgrund der auf dem Wiener Kongress getroffenen Vereinbarungen zum Königreich Preußen. Der Ort wurde dem Landkreis Trier im Regierungsbezirk Trier zugeordnet, der 1822 Teil der neu gebildeten Rheinprovinz wurde.
Nach dem Ersten Weltkrieg gehörte das gesamte Gebiet zum französischen Teil der Alliierten Rheinlandbesetzung. Im Zweiten Weltkrieg wird 1944 der Ortskern Fusenichs zerstört. Nach dem Krieg wurde der Ort innerhalb der französischen Besatzungszone Teil des damals neu gebildeten Landes Rheinland-Pfalz.
Im Rahmen der Mitte der 1960er Jahre begonnenen rheinland-pfälzischen Gebiets- und Verwaltungsreform wurde der Landkreis Trier am 7. Juni 1969 aufgelöst. Fusenich gehörte zu dem größeren Kreisteil, der mit dem Landkreis Saarburg zum neuen Landkreis Trier-Saarburg vereinigt wurde. Am 16. März 1974 wurde die bis zu diesem Zeitpunkt selbständige Gemeinde Fusenich mit seinerzeit 94 Einwohnern, ebenso wie Udelfangen, nach Trierweiler eingemeindet.

## Politik

### Ortsbezirk
Fusenich ist gemäß Hauptsatzung einer von vier Ortsbezirken der Ortsgemeinde Trierweiler. Der Ortsbezirk umfasst das Gebiet der früheren Gemeinde. Die Interessen des Ortsbezirks werden durch einen Ortsbeirat und durch einen Ortsvorsteher vertreten.

### Ortsbeirat
Der Ortsbeirat besteht aus fünf Mitgliedern, die bei der Kommunalwahl am 9. Juni 2024 in einer personalisierten Verhältniswahl gewählt wurden, und dem ehrenamtlichen Ortsvorsteher als Vorsitzendem.
Die Sitzverteilung:
| Wahl | SPD | CDU | FBL (*) | Gesamt  |
| ---- | --- | --- | ------- | ------- |
| 2024 | 1   | 4   | –       | 5 Sitze |
| 2019 | 1   | 2   | 2       | 5 Sitze |
| 2014 | 2   | 3   | –       | 5 Sitze |
| 2009 | 1   | 3   | 1       | 5 Sitze |

### Ortsvorsteher
Franziska Meinecke (CDU) wurde am 16. September 2024 Ortsvorsteherin von Fusenich. Bei der Direktwahl am 9. Juni 2024 hatte sie sich mit einem Stimmenanteil von 72,6 % gegen eine Mitbewerberin durchgesetzt.
Meineckes Vorgänger Uwe Veit (FBL) hatte das Amt am 26. August 2019 von Werner Bonertz (CDU) übernommen und kandidierte bei der Wahl 2024 nicht erneut als Ortsvorsteher.

## Kultur und Sehenswürdigkeiten
Unter Denkmalschutz stehen:

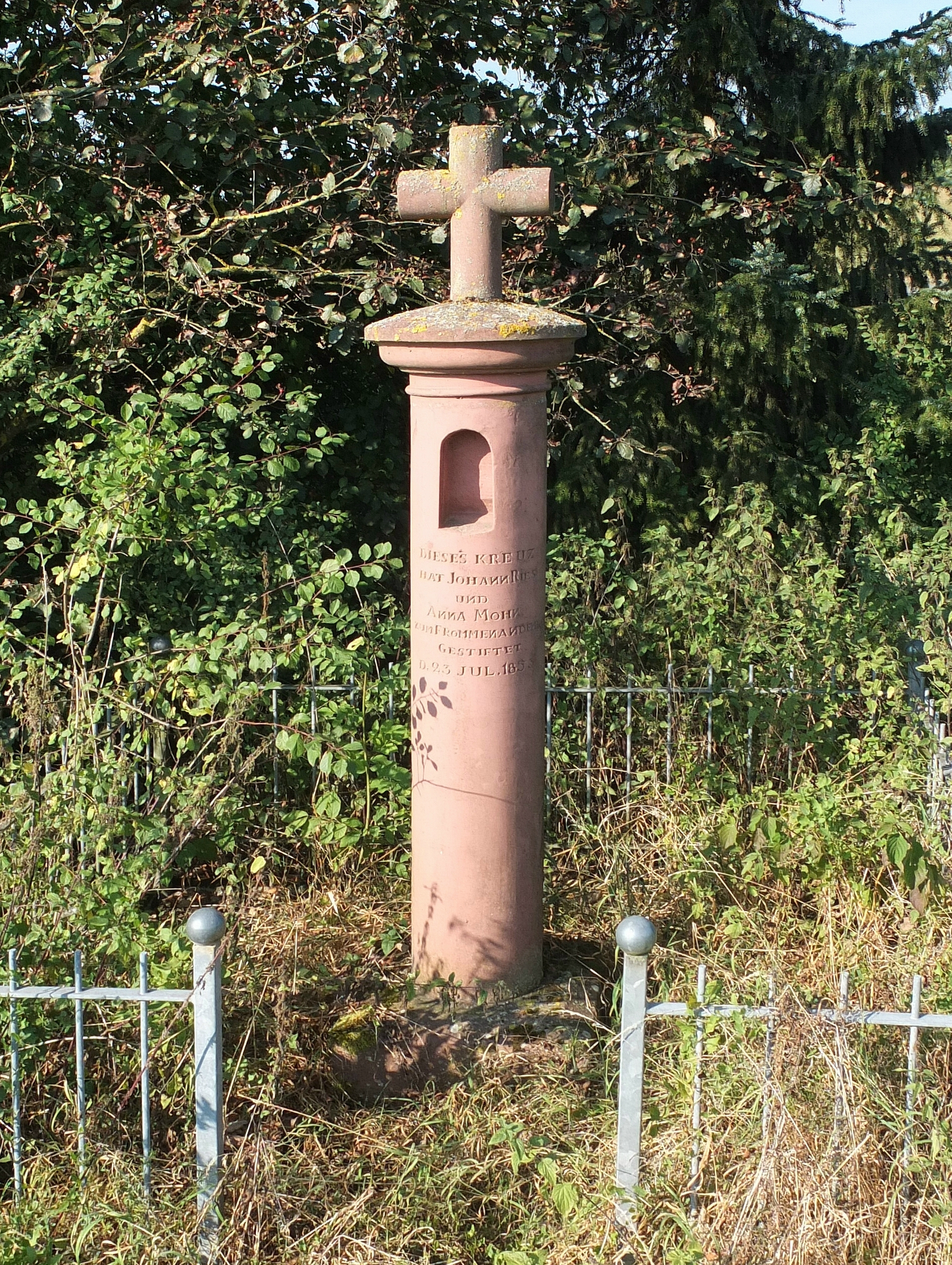
Fusenich Wegekreuz

- die Katholische Filialkirche St. Wolfgang (Zur First 2a), ein kleiner Saalbau aus dem Jahre 1853 und
- ein Nischenkreuz auf dem Friedhof, ebenso von 1853.[13]

## Wirtschaft und Infrastruktur

### Wirtschaft
Die Landwirtschaft spielt heute kaum noch eine Rolle.
Im Ort gibt es einige mittelständische Handwerks- und Dienstleistungsunternehmen. Touristische Infrastruktur ist praktisch nicht vorhanden.

### Verkehr
- Straße

Die nächsten Autobahnen sind die A 64 unmittelbar im Süden sowie die A 1 im Osten. Die Bundesstraße 51 verläuft einige Kilometer nordöstlich bei Sirzenich und die B 418 westlich im Tal der Sauer. Es bestehen gelegentliche Busverbindungen in die umliegenden Orte.
- Schiene

Trier Hauptbahnhof ist der nächstgelegene Bahnhof mit Regionalverbindungen.
- Flugverkehr

Die nächstgelegenen Verkehrslandeplätze sind der Flugplatz Trier-Föhren und der Flugplatz Bitburg; internationale Flughäfen sind der Flughafen Luxemburg und der Flughafen Frankfurt-Hahn.